# Tofana
Tofana je mohutná skupina třítisícových vrcholů nacházející se v pohoří Dolomity v Itálii a tvořící kulisu městu Cortina d'Ampezzo. Skupina se skládá ze tří vrcholů : Tofana di Rozes (3225 m n. m.), Tofana di Mezzo (nejvyšší vrchol, 3244 m n. m.) a nejméně navštěvovaná Tofana di Dentro (3238 m n. m.). Vrchol Mezzo je zároveň s Marmoladou a Antelaem jednou z nejvyšších hor Dolomit. Na nejvyšší vrchol Mezzo vede z Cortiny lanovka. Celý masiv je doslova labyrintem cest a stezek, z nichž většina jsou chodníky typu Via ferrata té nejvyšší obtížnosti.

## Poloha
Na jihu je masiv ohraničen sedlem Passo Falzarego (2106 m), na východě masiv končí hluboko v údolí Ampezzo. Na západní straně je skupina Tofana oddělena od Lavarelly údolím Travenanzes.

## Historie
První světová válka se dotkla i skupiny Tofana. Proto můžeme v těchto horách vidět tolik pozůstatků války jako jsou vojáky vyhloubené tunely, štoly a jeskyně, drátěné zátarasy a dřevěné pozůstatky na mnohdy nepřístupných místech. Zde se také psala historie počátků zajištěných cest, které zde ovšem nesloužily pro sportovní vyžití, nýbrž pomáhaly vojákům zdolávat těžký terén mezi hlídkami, bunkry apod.

## Turismus
Masiv Tofana nabízí různorodost venkovních aktivit. Ve východní části, nad olympijským městem - Cortinou d'Ampezzo je dobře známé lyžařské letovisko, kde se jezdí každým rokem také Světový pohár ve sjezdovém lyžování. Na vrchol Tofana di Mezzo vede kabinová lanovka. Celý masiv je velmi vyhledáván horolezci a vysokohorskými turisty.

## Výchozí body
Pro dosažení vrcholů Rozes a Mezzo je ideálním výchozím místem silniční sedlo Falzarego (2105 m) ležící na silnici č. 48, spojující Cortinu d'Ampezzo a Arrabu (případně přes sedlo Valparola do údolí Badia). Často využívaný je také přístup z jihu od chaty Rifugio Angelo Dibona (2083 m). Pro výstup na Tofanu di Dentro je vhodné využít míst v údolí řeky Boite na východě území, popřípadě údolí Travenanzes, které zasahuje do masivu Tofana od severu (pouze pěší přístup).

## Turistické výstupové cesty
Všechny výstupové trasy v masivu Tofana jsou velmi náročné jištěné cesty. Prim mezi nimi hraje soustava ferrat dosahujících vrcholu Mezzo. Relativně snadno je dostupná Tofana di Dentro ležící poněkud „ve stínu“ svých sousedů.

### Tofana di Rozes
Rozes je zřejmě nejpohlednější ze všech tří štítů. Od jihu se prezentuje svou až 900 metrů vysokou stěnou. Ze sedla Falzarego jde stezka až ke štole Castelletto dlouhé 800 metrů, která byla vybudována za první světové války italskými vojáky jako minová štola, která posloužila dne 11. července 1916 k odstřelení přilehlého skaliska zvaného Castelletto s posicemi rakousko-uherské armády. Pro průstup touto štolou je nutná svítilna a zajištění pro via ferraty. Za tunelem nastupuje na ferratu Lipela. Ta se pomocí řetězů, ocelových lan a kramlí překonává mnoho úzkých skalnatých polic ve stěnách tak charakteristických pro skupinu Tofana. Poslední úsek k vrcholu již není jištěný. Obtížnost zajištěné cesty je C/D. Délka : Falzarego - Castelletto - Lipella - Tofana di Rozes (4 hod.) - sestup po normální cestě k chatě Rif. Giusani a na sedlo Falzarego (3 hod.)

### Tofana di Mezzo
Mezzo je nejvyšším štítem skupiny, zpřístupněný celou sérií na sebe navazujících jištěných cest nejvyšší náročnosti. Na vrcholu je možno mimo jiné použít lanovku do Cortiny d'Ampezzo nebo přejít na sousední vrchol Dentro a následně sestoupit z něj.
Prvním krokem při výstupu na Tofanu di Mezzo je dosažení chaty Pomedes a Rif. Dibona (2083 m)ze sedla Falzarego. Následuje výstup ferratou Via ferrata Giuseppe Olivieri vedoucí na věž Punta Anna v jižní stěně. Jedná se o jednu z nejtěžších jištěných cest v Dolomitech. Oficiální obtížnost je D/E. Ve výši 2940 m se stezka napojuje na další ferratu Via ferrata Aglio (C/D). Poslední metry výstupu jsou již po skalních schodech a bez jištění. Délka : Falzarego - Pomedes (1,45 hod.) - fer. Olivieri - fer. Aglio - Tofana di Mezzo (4 hod.) Celkem 6 hod.) - sestup vhodný lanovkou.

### Tofana di Dentro
Dentro bývá málokdy samotným cílem. Jeho dosažení je většinou spojováno s poměrně snadným přechodem z vrcholu Mezzo. Po hřebeni dále sestupuje stezka k bývalému vojenskému bivakovacímu domku Bivak Baracca degli Alpini (2 992 m, možnost noclehu). Délka : Rist. Pietofana - Tofana di Dentro (4,30 hod.) - přechod na Tofana di Mezzo (1 hod.)

## Horolezecké výstupové cesty

### Tofana di Rozes
- Jižní stěna - Phillimore - Dimai - 700 m - PD
- Severozápadní stěna - von Glanwell - 1000 m - PD

Jižní stěna - od západu k východu
- Jihozápadní hrana - via della Tridentina - Bonatti - 850 m - TD
- Jihozápadní hrana - via Mirka - Steinkotter - 850 m - D
- Klasická cesta - Dimai - Eotvos - 800 m - D
- Direttissima - Stosser - 850 m - ED
- Jihojihovýchodní hřeben - Dibona - Apollonio - 850 m - D
- Tissi - Andrich - 800 m - ED
- Via della Julia - Apollonio-Costantini - Alverà - Ghedina - 850 m - TD
- Druhý pilíř, JZ hrana, Constaniti - Ghedina VI-[2]
- První pilíř, Pompanin-Alverà[3]

Do historie horolezeckého objevování Tofany se zapsali i naši horolezci:
- Svíčka, prvovýstup Miroslav a Michal Coubalové, 8/8+ RP, 1994[4]
- CZECH DIRECT, prvovýstup kl. 9+ RP UIAA, 6. - 7. 8. 2003, Tomáš Sobotka, Luboš Mázl, Ondřej Beneš, Výstup roku 2003 oceněný ČHS[5]
- DREAM OF TOFANA, prvovýstup kl. 9+/10- RP UIAA, 9. - 10. 8. 2003, Tomáš Sobotka, Luboš Mázl, Ondřej Beneš, Výstup roku 2003 oceněný ČHS[5]

### Tofana di Mezzo
Východní stěna
- Via degli Scoiattoli - Dibona - Da Pozzo - Valleferro (1996) - 7a